# Вибух на Кримському мосту (2025)
Вибух на Кримському мосту — спецоперація СБУ, що була проведена 3 червня 2025 року, це третій за час повномасштабного російського вторгнення в Україну, коли було пошкоджено несну опору незаконно спорудженого Кримського мосту з тимчасово окупованої АР Крим до Росії.

## Перебіг подій
3 червня 2025 року о 04:44 (UTC+3) стався вибух, який, за повідомленням СБУ, сильно пошкодив підпірки мосту на рівні дна. Вибух стався на східному краю автомобільної частини Кримського мосту — під арочною секцією. До атаки було залучено морські дрони Magura.
Рух транспорту через міст протягом дня було перекрито двічі, спершу після 06:00 на три години, повторно — після обіду, за повідомленнями «Інтерфакс». Також у Севастопольській бухті морський пасажирський транспорт тимчасово призупиняв рух.

## Організатори
В СБУ повідомилі, що спецпризначенці СБУ активували вибухівку під опорами незаконно зведеного Кримського мосту. Підготовка до спецоперації тривала кілька місяців та координувалася особисто головою СБУ Василем Малюком. Агенти замінували опори мосту з підводного боку на глибині. Потужність заряду вибухівки сягала 1100 кг у тротиловому еквіваленті. Внаслідок вибуху конструкції були суттєво пошкоджені на рівні морського дна, а міст перебуває в аварійному стані.